# Wereldkampioenschappen schaatsen afstanden vrouwen
De wereldkampioenschappen schaatsen afstanden voor vrouwen worden sinds 1996 jaarlijks (behalve in een olympisch jaar), tegelijkertijd met de mannen, door de Internationale Schaatsunie georganiseerd. De vrouwen kunnen wereldkampioen worden op zes individuele afstanden (500, 1000, 1500, 3000, 5000 meter en de massastart) en twee teamonderdelen (ploegenachtervolging en teamsprint).

## Historie
Jaarlijks worden er wereldkampioenschappen allround (sinds 1936) en wereldkampioenschappen sprint (sinds 1970) gehouden. Op deze kampioenschappen worden schaatssters kampioen door op de kleine vierkamp of sprintvierkamp de beste prestatie te leveren. Sinds 1960 staat schaatsen voor vrouwen op het olympisch programma. Voor de specialist op een bepaalde afstand kon er tot 1996 dus slechts om de vier jaar een individuele afstandstitel worden behaald.
Het allereerste wereldkampioenschap afstanden werd in Hamar, Noorwegen georganiseerd. De formule van ieder jaar een afstandenkampioenschap bleek vanaf het begin zeer succesvol en werd al vanaf het begin als hoogtepunt gezien voor de specialisten. In 1998 werd duidelijk dat twee afstandskampioenschappen (WK en Olympische Spelen) een overvolle schaatskalender veroorzaakten en dat een WK in een olympisch jaar overbodig was. Sindsdien wordt er in een olympisch jaar geen WK afstanden gehouden. In 2005 werd het onderdeel ploegenachtervolging, in 2015 de massastart en in 2019 de teamsprint toegevoegd aan het WK-programma.
Vanaf 2021 had de ISU besloten om nog maar één WK per jaar te organiseren. Het WK afstanden zou dan in de oneven jaren gereden worden en het WK allround en het WK sprint in de even jaren. Maar na protest van diverse landen, kwam de ISU terug op haar beslissing en zal het WK afstanden gewoon in alle niet-olympisch seizoenen georganiseerd worden. Het WK Allround & Sprint wordt vanaf 2021 wel tweejaarlijks verreden, enkel in de even jaren.

## Medaillewinnaars

### 500 meter
| Jaar | Plaats         | Goud                      | Zilver                    | Brons                          |
| 1996 | Hamar          | Svetlana Zjoerova         | Kyoko Shimazaki           | Tomomi Okazaki                 |
| 1997 | Warschau       | Xue Ruihong               | Sabine Völker             | Franziska Schenk               |
| 1998 | Calgary        | Catriona Le May-Doan      | Svetlana Zjoerova         | Tomomi Okazaki                 |
| 1999 | Heerenveen     | Catriona Le May-Doan      | Svetlana Zjoerova         | Tomomi Okazaki Marianne Timmer |
| 2000 | Nagano         | Monique Garbrecht         | Svetlana Zjoerova         | Catriona Le May-Doan           |
| 2001 | Salt Lake City | Catriona Le May-Doan      | Monique Enfeldt-Garbrecht | Svetlana Zjoerova              |
| 2003 | Berlijn        | Monique Enfeldt-Garbrecht | Wang Manli                | Anzjelika Kotjoega             |
| 2004 | Seoel          | Wang Manli                | Anzjelika Kotjoega        | Ren Hui                        |
| 2005 | Inzell         | Wang Manli                | Wang Beixing              | Lee Sang-hwa                   |
| 2007 | Salt Lake City | Jenny Wolf                | Wang Beixing              | Sayuri Osuga                   |
| 2008 | Nagano         | Jenny Wolf                | Wang Beixing              | Annette Gerritsen              |
| 2009 | Vancouver      | Jenny Wolf                | Wang Beixing              | Lee Sang-hwa                   |
| 2011 | Inzell         | Jenny Wolf                | Lee Sang-hwa              | Wang Beixing                   |
| 2012 | Heerenveen     | Lee Sang-hwa              | Yu Jing                   | Thijsje Oenema                 |
| 2013 | Sotsji         | Lee Sang-hwa              | Wang Beixing              | Olga Fatkoelina                |
| 2015 | Heerenveen     | Heather Richardson        | Brittany Bowe             | Nao Kodaira                    |
| 2016 | Kolomna        | Lee Sang-hwa              | Brittany Bowe             | Zhang Hong                     |
| 2017 | Gangneung      | Nao Kodaira               | Lee Sang-hwa              | Yu Jing                        |
| 2019 | Inzell         | Vanessa Herzog            | Nao Kodaira               | Konami Soga                    |
| 2020 | Salt Lake City | Nao Kodaira               | Angelina Golikova         | Olga Fatkoelina                |
| 2021 | Heerenveen     | Angelina Golikova         | Femke Kok                 | Olga Fatkoelina                |
| 2023 | Heerenveen     | Femke Kok                 | Vanessa Herzog            | Jutta Leerdam                  |
| 2024 | Calgary        | Femke Kok                 | Kim Min-sun               | Kimi Goetz                     |
| 2025 | Hamar          | Femke Kok                 | Jutta Leerdam             | Kim Min-sun                    |

| Medaillespiegel 500m  | Medaillespiegel 500m | Medaillespiegel 500m | Medaillespiegel 500m | Medaillespiegel 500m |
| Land                  | Goud                 | Zilver               | Brons                | T                    |
| --------------------- | -------------------- | -------------------- | -------------------- | -------------------- |
| Duitsland             | 6                    | 2                    | 1                    | 9                    |
| China                 | 3                    | 7                    | 4                    | 14                   |
| Zuid-Korea            | 3                    | 3                    | 3                    | 9                    |
| Nederland             | 3                    | 2                    | 4                    | 9                    |
| Canada                | 3                    | 0                    | 1                    | 4                    |
| Japan                 | 2                    | 2                    | 6                    | 10                   |
| Rusland               | 1                    | 4                    | 3                    | 8                    |
| Verenigde Staten      | 1                    | 2                    | 1                    | 4                    |
| Oostenrijk            | 1                    | 1                    | 0                    | 2                    |
| Russische Schaatsbond | 1                    | 0                    | 1                    | 2                    |
| Wit-Rusland           | 0                    | 1                    | 1                    | 2                    |
| Totaal                | 24                   | 24                   | 25                   | 73                   |

### 1000 meter
| Jaar | Plaats         | Goud                       | Zilver                     | Brons                |
| 1996 | Hamar          | Annamarie Thomas           | Chris Witty                | Emese Hunyady        |
| 1997 | Warschau       | Marianne Timmer            | Sandra Zwolle              | Franziska Schenk     |
| 1998 | Calgary        | Chris Witty                | Catriona Le May-Doan       | Franziska Schenk     |
| 1999 | Heerenveen     | Marianne Timmer            | Monique Garbrecht          | Catriona Le May-Doan |
| 2000 | Nagano         | Monique Garbrecht          | Marianne Timmer            | Chris Witty          |
| 2001 | Salt Lake City | Monique Enfeldt-Garbrecht  | Sabine Völker              | Catriona Le May-Doan |
| 2003 | Berlijn        | Anni Friesinger            | Jennifer Rodriguez         | Cindy Klassen        |
| 2004 | Seoel          | Anni Friesinger            | Marianne Timmer            | Cindy Klassen        |
| 2005 | Inzell         | Barbara de Loor            | Anni Friesinger            | Marianne Timmer      |
| 2007 | Salt Lake City | Ireen Wüst                 | Anni Friesinger            | Christine Nesbitt    |
| 2008 | Nagano         | Anni Friesinger            | Kristina Groves            | Annette Gerritsen    |
| 2009 | Vancouver      | Christine Nesbitt          | Anni Friesinger            | Margot Boer          |
| 2011 | Inzell         | Christine Nesbitt          | Ireen Wüst                 | Heather Richardson   |
| 2012 | Heerenveen     | Christine Nesbitt          | Yu Jing                    | Margot Boer          |
| 2013 | Sotsji         | Olga Fatkoelina            | Ireen Wüst                 | Brittany Bowe        |
| 2015 | Heerenveen     | Brittany Bowe              | Heather Richardson         | Karolína Erbanová    |
| 2016 | Kolomna        | Jorien ter Mors            | Heather Richardson-Bergsma | Brittany Bowe        |
| 2017 | Gangneung      | Heather Richardson-Bergsma | Nao Kodaira                | Jorien ter Mors      |
| 2019 | Inzell         | Brittany Bowe              | Vanessa Herzog             | Nao Kodaira          |
| 2020 | Salt Lake City | Jutta Leerdam              | Olga Fatkoelina            | Miho Takagi          |
| 2021 | Heerenveen     | Brittany Bowe              | Jutta Leerdam              | Jelizaveta Goloebeva |
| 2023 | Heerenveen     | Jutta Leerdam              | Antoinette Rijpma-de Jong  | Miho Takagi          |
| 2024 | Calgary        | Miho Takagi                | Han Mei                    | Jutta Leerdam        |
| 2025 | Hamar          | Miho Takagi                | Femke Kok                  | Jutta Leerdam        |

| Medaillespiegel 1000m | Medaillespiegel 1000m | Medaillespiegel 1000m | Medaillespiegel 1000m | Medaillespiegel 1000m |
| Land                  | Goud                  | Zilver                | Brons                 | T                     |
| --------------------- | --------------------- | --------------------- | --------------------- | --------------------- |
| Nederland             | 8                     | 8                     | 7                     | 23                    |
| Duitsland             | 5                     | 5                     | 2                     | 12                    |
| Verenigde Staten      | 5                     | 4                     | 4                     | 13                    |
| Canada                | 3                     | 2                     | 5                     | 10                    |
| Japan                 | 2                     | 1                     | 3                     | 6                     |
| Rusland               | 1                     | 1                     | 0                     | 2                     |
| China                 | 0                     | 2                     | 0                     | 2                     |
| Oostenrijk            | 0                     | 1                     | 1                     | 2                     |
| Tsjechië              | 0                     | 0                     | 1                     | 1                     |
| Russische Schaatsbond | 0                     | 0                     | 1                     | 1                     |
| Totaal                | 24                    | 24                    | 24                    | 72                    |

### 1500 meter
| Jaar | Plaats         | Goud                       | Zilver                     | Brons               |
| 1996 | Hamar          | Annamarie Thomas           | Claudia Pechstein          | Sandra Zwolle       |
| 1997 | Warschau       | Gunda Niemann              | Anni Friesinger            | Marianne Timmer     |
| 1998 | Calgary        | Anni Friesinger            | Gunda Niemann              | Claudia Pechstein   |
| 1999 | Heerenveen     | Emese Hunyady              | Gunda Niemann              | Tonny de Jong       |
| 2000 | Nagano         | Claudia Pechstein          | Anni Friesinger            | Emese Hunyady       |
| 2001 | Salt Lake City | Anni Friesinger            | Maki Tabata                | Cindy Klassen       |
| 2003 | Berlijn        | Anni Friesinger            | Maki Tabata                | Jennifer Rodriguez  |
| 2004 | Seoel          | Anni Friesinger            | Cindy Klassen              | Jennifer Rodriguez  |
| 2005 | Inzell         | Cindy Klassen              | Anni Friesinger            | Jennifer Rodriguez  |
| 2007 | Salt Lake City | Ireen Wüst                 | Cindy Klassen              | Kristina Groves     |
| 2008 | Nagano         | Anni Friesinger            | Paulien van Deutekom       | Kristina Groves     |
| 2009 | Vancouver      | Anni Friesinger            | Ireen Wüst                 | Christine Nesbitt   |
| 2011 | Inzell         | Ireen Wüst                 | Diane Valkenburg           | Jorien Voorhuis     |
| 2012 | Heerenveen     | Christine Nesbitt          | Ireen Wüst                 | Linda de Vries      |
| 2013 | Sotsji         | Ireen Wüst                 | Lotte van Beek             | Christine Nesbitt   |
| 2015 | Heerenveen     | Brittany Bowe              | Ireen Wüst                 | Heather Richardson  |
| 2016 | Kolomna        | Jorien ter Mors            | Heather Richardson-Bergsma | Brittany Bowe       |
| 2017 | Gangneung      | Heather Richardson-Bergsma | Ireen Wüst                 | Miho Takagi         |
| 2019 | Inzell         | Ireen Wüst                 | Miho Takagi                | Brittany Bowe       |
| 2020 | Salt Lake City | Ireen Wüst                 | Jevgenia Lalenkova         | Jelizaveta Kazelina |
| 2021 | Heerenveen     | Ragne Wiklund              | Brittany Bowe              | Jevgenia Lalenkova  |
| 2023 | Heerenveen     | Antoinette Rijpma-de Jong  | Ragne Wiklund              | Miho Takagi         |
| 2024 | Calgary        | Miho Takagi                | Han Mei                    | Joy Beune           |
| 2025 | Hamar          | Joy Beune                  | Antoinette Rijpma-de Jong  | Han Mei             |

| Medaillespiegel 1500m | Medaillespiegel 1500m | Medaillespiegel 1500m | Medaillespiegel 1500m | Medaillespiegel 1500m |
| Land                  | Goud                  | Zilver                | Brons                 | T                     |
| --------------------- | --------------------- | --------------------- | --------------------- | --------------------- |
| Nederland             | 9                     | 8                     | 6                     | 23                    |
| Duitsland             | 8                     | 6                     | 1                     | 15                    |
| Verenigde Staten      | 2                     | 2                     | 6                     | 10                    |
| Canada                | 2                     | 2                     | 5                     | 9                     |
| Japan                 | 1                     | 3                     | 2                     | 6                     |
| Noorwegen             | 1                     | 1                     | 0                     | 2                     |
| Oostenrijk            | 1                     | 0                     | 1                     | 2                     |
| Rusland               | 0                     | 1                     | 1                     | 2                     |
| China                 | 0                     | 1                     | 1                     | 2                     |
| Russische Schaatsbond | 0                     | 0                     | 1                     | 1                     |
| Totaal                | 24                    | 24                    | 24                    | 72                    |

### 3000 meter
| Jaar | Plaats         | Goud               | Zilver                          | Brons                |
| 1996 | Hamar          | Gunda Niemann      | Claudia Pechstein               | Ljoedmila Prokasjeva |
| 1997 | Warschau       | Gunda Niemann      | Anni Friesinger                 | Carla Zijlstra       |
| 1998 | Calgary        | Gunda Niemann      | Claudia Pechstein               | Anni Friesinger      |
| 1999 | Heerenveen     | Gunda Niemann      | Tonny de Jong Claudia Pechstein |                      |
| 2000 | Nagano         | Claudia Pechstein  | Gunda Niemann                   | Maki Tabata          |
| 2001 | Salt Lake City | Gunda Niemann      | Anni Friesinger                 | Claudia Pechstein    |
| 2003 | Berlijn        | Anni Friesinger    | Claudia Pechstein               | Gretha Smit          |
| 2004 | Seoel          | Claudia Pechstein  | Anni Friesinger Gretha Smit     |                      |
| 2005 | Inzell         | Cindy Klassen      | Claudia Pechstein               | Kristina Groves      |
| 2007 | Salt Lake City | Martina Sáblíková  | Renate Groenewold               | Cindy Klassen        |
| 2008 | Nagano         | Kristina Groves    | Paulien van Deutekom            | Daniela Anschütz     |
| 2009 | Vancouver      | Renate Groenewold  | Martina Sáblíková               | Kristina Groves      |
| 2011 | Inzell         | Ireen Wüst         | Martina Sáblíková               | Stephanie Beckert    |
| 2012 | Heerenveen     | Martina Sáblíková  | Stephanie Beckert               | Ireen Wüst           |
| 2013 | Sotsji         | Ireen Wüst         | Martina Sáblíková               | Claudia Pechstein    |
| 2015 | Heerenveen     | Martina Sáblíková  | Ireen Wüst                      | Marije Joling        |
| 2016 | Kolomna        | Martina Sáblíková  | Ireen Wüst                      | Antoinette de Jong   |
| 2017 | Gangneung      | Ireen Wüst         | Martina Sáblíková               | Antoinette de Jong   |
| 2019 | Inzell         | Martina Sáblíková  | Antoinette de Jong              | Natalja Voronina     |
| 2020 | Salt Lake City | Martina Sáblíková  | Carlijn Achtereekte             | Natalja Voronina     |
| 2021 | Heerenveen     | Antoinette de Jong | Martina Sáblíková               | Irene Schouten       |
| 2023 | Heerenveen     | Ragne Wiklund      | Irene Schouten                  | Martina Sáblíková    |
| 2024 | Calgary        | Irene Schouten     | Isabelle Weidemann              | Martina Sáblíková    |
| 2025 | Hamar          | Joy Beune          | Martina Sáblíková               | Merel Conijn         |

| Medaillespiegel 3000m | Medaillespiegel 3000m | Medaillespiegel 3000m | Medaillespiegel 3000m | Medaillespiegel 3000m |
| Land                  | Goud                  | Zilver                | Brons                 | T                     |
| --------------------- | --------------------- | --------------------- | --------------------- | --------------------- |
| Duitsland             | 8                     | 10                    | 5                     | 23                    |
| Nederland             | 7                     | 9                     | 8                     | 24                    |
| Tsjechië              | 6                     | 6                     | 2                     | 14                    |
| Canada                | 2                     | 1                     | 3                     | 6                     |
| Noorwegen             | 1                     | 0                     | 0                     | 1                     |
| Rusland               | 0                     | 0                     | 2                     | 2                     |
| Japan                 | 0                     | 0                     | 1                     | 1                     |
| Kazachstan            | 0                     | 0                     | 1                     | 1                     |
| Totaal                | 24                    | 26                    | 22                    | 72                    |

### 5000 meter
| Jaar | Plaats         | Goud                   | Zilver              | Brons                 |
| 1996 | Hamar          | Claudia Pechstein      | Carla Zijlstra      | Elena Belci-Dal Farra |
| 1997 | Warschau       | Gunda Niemann          | Carla Zijlstra      | Claudia Pechstein     |
| 1998 | Calgary        | Gunda Niemann          | Claudia Pechstein   | Carla Zijlstra        |
| 1999 | Heerenveen     | Gunda Niemann          | Claudia Pechstein   | Tonny de Jong         |
| 2000 | Nagano         | Gunda Niemann          | Claudia Pechstein   | Tonny de Jong         |
| 2001 | Salt Lake City | Gunda Niemann          | Claudia Pechstein   | Maki Tabata           |
| 2003 | Berlijn        | Claudia Pechstein      | Clara Hughes        | Gretha Smit           |
| 2004 | Seoel          | Clara Hughes           | Gretha Smit         | Claudia Pechstein     |
| 2005 | Inzell         | Anni Friesinger        | Claudia Pechstein   | Clara Hughes          |
| 2007 | Salt Lake City | Martina Sáblíková      | Claudia Pechstein   | Kristina Groves       |
| 2008 | Nagano         | Martina Sáblíková      | Clara Hughes        | Kristina Groves       |
| 2009 | Vancouver      | Martina Sáblíková      | Clara Hughes        | Kristina Groves       |
| 2011 | Inzell         | Martina Sáblíková      | Stephanie Beckert   | Claudia Pechstein     |
| 2012 | Heerenveen     | Martina Sáblíková      | Stephanie Beckert   | Claudia Pechstein     |
| 2013 | Sotsji         | Martina Sáblíková      | Ireen Wüst          | Claudia Pechstein     |
| 2015 | Heerenveen     | Martina Sáblíková      | Carlijn Achtereekte | Claudia Pechstein     |
| 2016 | Kolomna        | Martina Sáblíková      | Carien Kleibeuker   | Irene Schouten        |
| 2017 | Gangneung      | Martina Sáblíková      | Claudia Pechstein   | Ivanie Blondin        |
| 2019 | Inzell         | Martina Sáblíková      | Esmee Visser        | Natalja Voronina      |
| 2020 | Salt Lake City | Natalja Voronina       | Martina Sáblíková   | Esmee Visser          |
| 2021 | Heerenveen     | Irene Schouten         | Natalja Voronina    | Carlijn Achtereekte   |
| 2023 | Heerenveen     | Irene Schouten         | Ragne Wiklund       | Martina Sáblíková     |
| 2024 | Calgary        | Joy Beune              | Irene Schouten      | Martina Sáblíková     |
| 2025 | Hamar          | Francesca Lollobrigida | Ragne Wiklund       | Merel Conijn          |

| Medaillespiegel 5000m | Medaillespiegel 5000m | Medaillespiegel 5000m | Medaillespiegel 5000m | Medaillespiegel 5000m |
| Land                  | Goud                  | Zilver                | Brons                 | T                     |
| --------------------- | --------------------- | --------------------- | --------------------- | --------------------- |
| Tsjechië              | 10                    | 1                     | 2                     | 13                    |
| Duitsland             | 8                     | 9                     | 6                     | 23                    |
| Nederland             | 3                     | 8                     | 8                     | 19                    |
| Canada                | 1                     | 3                     | 5                     | 9                     |
| Italië                | 1                     | 0                     | 1                     | 2                     |
| Rusland               | 1                     | 0                     | 1                     | 2                     |
| Noorwegen             | 0                     | 2                     | 0                     | 2                     |
| Russische Schaatsbond | 0                     | 1                     | 0                     | 1                     |
| Japan                 | 0                     | 0                     | 1                     | 1                     |
| Totaal                | 24                    | 24                    | 24                    | 72                    |

### Massastart
| Jaar | Plaats         | Goud               | Zilver         | Brons                      |
| 2015 | Heerenveen     | Irene Schouten     | Ivanie Blondin | Mariska Huisman            |
| 2016 | Kolomna        | Ivanie Blondin     | Kim Bo-reum    | Miho Takagi                |
| 2017 | Gangneung      | Kim Bo-reum        | Nana Takagi    | Heather Richardson-Bergsma |
| 2019 | Inzell         | Irene Schouten     | Ivanie Blondin | Jelizaveta Kazelina        |
| 2020 | Salt Lake City | Ivanie Blondin     | Kim Bo-reum    | Irene Schouten             |
| 2021 | Heerenveen     | Marijke Groenewoud | Ivanie Blondin | Irene Schouten             |
| 2023 | Heerenveen     | Marijke Groenewoud | Ivanie Blondin | Irene Schouten             |
| 2024 | Calgary        | Irene Schouten     | Ivanie Blondin | Marijke Groenewoud         |
| 2025 | Hamar          | Marijke Groenewoud | Ivanie Blondin | Francesca Lollobrigida     |

| Medaillespiegel massastart | Medaillespiegel massastart | Medaillespiegel massastart | Medaillespiegel massastart | Medaillespiegel massastart |
| Land                       | Goud                       | Zilver                     | Brons                      | T                          |
| -------------------------- | -------------------------- | -------------------------- | -------------------------- | -------------------------- |
| Nederland                  | 6                          | 0                          | 5                          | 11                         |
| Canada                     | 2                          | 6                          | 0                          | 8                          |
| Zuid-Korea                 | 1                          | 2                          | 0                          | 3                          |
| Japan                      | 0                          | 1                          | 1                          | 2                          |
| Italië                     | 0                          | 0                          | 1                          | 1                          |
| Rusland                    | 0                          | 0                          | 1                          | 1                          |
| Verenigde Staten           | 0                          | 0                          | 1                          | 1                          |
| Totaal                     | 9                          | 9                          | 9                          | 27                         |

### Ploegenachtervolging
| Jaar | Plaats         | Goud                                                             | Zilver                                                      | Brons                                                                          |
| 2005 | Inzell         | Duitsland Daniela Anschütz Anni Friesinger Sabine Völker         | Canada Kristina Groves Clara Hughes Cindy Klassen           | Japan Eriko Ishino Nami Nemoto Maki Tabata                                     |
| 2007 | Salt Lake City | Canada Kristina Groves Christine Nesbitt Shannon Rempel          | Nederland Paulien van Deutekom Renate Groenewold Ireen Wüst | Duitsland Daniela Anschütz Lucille Opitz Claudia Pechstein                     |
| 2008 | Nagano         | Nederland Paulien van Deutekom Renate Groenewold Ireen Wüst      | Canada Kristina Groves Christine Nesbitt Brittany Schussler | Duitsland Daniela Anschütz Lucille Opitz Claudia Pechstein                     |
| 2009 | Vancouver      | Canada Kristina Groves Christine Nesbitt Brittany Schussler      | Nederland Renate Groenewold Jorien Voorhuis Ireen Wüst      | Japan Masako Hozumi Hiromi Otsu Maki Tabata                                    |
| 2011 | Inzell         | Canada Cindy Klassen Christine Nesbitt Brittany Schussler        | Nederland Marrit Leenstra Diane Valkenburg Ireen Wüst       | Duitsland Stephanie Beckert Isabell Ost Claudia Pechstein                      |
| 2012 | Heerenveen     | Nederland Diane Valkenburg Linda de Vries Ireen Wüst             | Canada Cindy Klassen Christine Nesbitt Brittany Schussler   | Polen Natalia Czerwonka Katarzyna Woźniak Luiza Złotkowska                     |
| 2013 | Sotsji         | Nederland Marrit Leenstra Diane Valkenburg Ireen Wüst            | Polen Katarzyna Bachleda Natalia Czerwonka Luiza Złotkowska | Zuid-Korea Kim Bo-reum Noh Seon-yeong Park Do-yeong                            |
| 2015 | Heerenveen     | Japan Ayaka Kikuchi Miho Takagi Nana Takagi                      | Nederland Marije Joling Marrit Leenstra Ireen Wüst          | Rusland Olga Graf Joelia Skokova Natalja Voronina                              |
| 2016 | Kolomna        | Nederland Antoinette de Jong Marrit Leenstra Ireen Wüst          | Japan Misaki Oshigiri Miho Takagi Nana Takagi               | Rusland Olga Graf Jelizaveta Kazelina Natalja Voronina                         |
| 2017 | Gangneung      | Nederland Antoinette de Jong Marrit Leenstra Ireen Wüst          | Japan Misaki Oshigiri Miho Takagi Nana Takagi               | Rusland Olga Graf Jekaterina Sjichova Natalja Voronina                         |
| 2019 | Inzell         | Japan Ayano Sato Miho Takagi Nana Takagi                         | Nederland Joy Beune Antoinette de Jong Ireen Wüst           | Rusland Jelizaveta Kazelina Jevgenia Lalenkova Natalja Voronina                |
| 2020 | Salt Lake City | Japan Ayano Sato Miho Takagi Nana Takagi                         | Nederland Antoinette de Jong Melissa Wijfje Ireen Wüst      | Canada Ivanie Blondin Valérie Maltais Isabelle Weidemann                       |
| 2021 | Heerenveen     | Nederland Antoinette de Jong Irene Schouten Ireen Wüst           | Canada Ivanie Blondin Valérie Maltais Isabelle Weidemann    | Russian Skating Union Jelizaveta Goloebeva Jevgenia Lalenkova Natalja Voronina |
| 2023 | Heerenveen     | Canada Ivanie Blondin Valérie Maltais Isabelle Weidemann         | Japan Momoka Horikawa Sumire Kikuchi Ayano Sato             | Verenigde Staten Giorgia Birkeland Brittany Bowe Mia Kilburg                   |
| 2024 | Calgary        | Nederland Joy Beune Marijke Groenewoud Irene Schouten            | Canada Ivanie Blondin Valérie Maltais Isabelle Weidemann    | Japan Sumire Kikuchi Ayano Sato Miho Takagi                                    |
| 2025 | Hamar          | Nederland Joy Beune Marijke Groenewoud Antoinette Rijpma-de Jong | Japan Momoka Horikawa Ayano Sato Miho Takagi                | Canada Ivanie Blondin Valérie Maltais Isabelle Weidemann                       |

| Medaillespiegel ploegenachtervolging | Medaillespiegel ploegenachtervolging | Medaillespiegel ploegenachtervolging | Medaillespiegel ploegenachtervolging | Medaillespiegel ploegenachtervolging |
| Land                                 | Goud                                 | Zilver                               | Brons                                | T                                    |
| ------------------------------------ | ------------------------------------ | ------------------------------------ | ------------------------------------ | ------------------------------------ |
| Nederland                            | 8                                    | 6                                    | 0                                    | 14                                   |
| Canada                               | 4                                    | 5                                    | 2                                    | 11                                   |
| Japan                                | 3                                    | 4                                    | 3                                    | 10                                   |
| Duitsland                            | 1                                    | 0                                    | 3                                    | 4                                    |
| Polen                                | 0                                    | 1                                    | 1                                    | 2                                    |
| Rusland                              | 0                                    | 0                                    | 4                                    | 4                                    |
| Zuid-Korea                           | 0                                    | 0                                    | 1                                    | 1                                    |
| Russische Schaatsbond                | 0                                    | 0                                    | 1                                    | 1                                    |
| Verenigde Staten                     | 0                                    | 0                                    | 1                                    | 1                                    |
| Totaal                               | 16                                   | 16                                   | 16                                   | 48                                   |

### Teamsprint
| Jaar | Plaats         | Goud                                                     | Zilver                                                     | Brons                                                         |
| 2019 | Inzell         | Nederland Letitia de Jong Jutta Leerdam Janine Smit      | Canada Kali Christ Kaylin Irvine Heather McLean            | Rusland Olga Fatkoelina Angelina Golikova Darja Katsjanova    |
| 2020 | Salt Lake City | Nederland Letitia de Jong Femke Kok Jutta Leerdam        | Rusland Olga Fatkoelina Angelina Golikova Darja Katsjanova | Polen Natalia Czerwonka Andżelika Wójcik Kaja Ziomek          |
| 2022 | Hamar          | Nederland Femke Kok Jutta Leerdam Dione Voskamp          | Polen Karolina Bosiek Andżelika Wójcik Kaja Ziomek         | Noorwegen Marte Furnée Martine Ripsrud Julie Nistad Samsonsen |
| 2023 | Heerenveen     | Canada Brooklyn McDougall Carolina Hiller Ivanie Blondin | Verenigde Staten McKenzie Browne Erin Jackson Kimi Goetz   | China Zhang Lina Jin Jingzhu Li Qishi                         |
| 2024 | Calgary        | Canada Carolina Hiller Maddison Pearman Ivanie Blondin   | Verenigde Staten Sarah Warren Erin Jackson Brittany Bowe   | Polen Andżelika Wójcik Iga Wojtasik Karolina Bosiek           |
| 2025 | Hamar          | Nederland Jutta Leerdam Suzanne Schulting Angel Daleman  | Canada Brooklyn McDougall Béatrice Lamarche Ivanie Blondin | Polen Andżelika Wójcik Kaja Ziomek-Nogal Karolina Bosiek      |

| Medaillespiegel teamsprint | Medaillespiegel teamsprint | Medaillespiegel teamsprint | Medaillespiegel teamsprint | Medaillespiegel teamsprint |
| Land                       | Goud                       | Zilver                     | Brons                      | T                          |
| -------------------------- | -------------------------- | -------------------------- | -------------------------- | -------------------------- |
| Nederland                  | 4                          | 0                          | 0                          | 4                          |
| Canada                     | 2                          | 2                          | 0                          | 4                          |
| Verenigde Staten           | 0                          | 2                          | 0                          | 2                          |
| Polen                      | 0                          | 1                          | 3                          | 4                          |
| Rusland                    | 0                          | 1                          | 1                          | 2                          |
| China                      | 0                          | 0                          | 1                          | 1                          |
| Noorwegen                  | 0                          | 0                          | 1                          | 1                          |
| Totaal                     | 6                          | 6                          | 6                          | 18                         |

## Medailleklassement
Onderstaande klassementen zijn bijgewerkt tot en met de WK afstanden van 2025.
|    | Naam                 | Goud | Zilver | Brons | T  |
| -- | -------------------- | ---- | ------ | ----- | -- |
| 1  | Martina Sáblíková    | 16   | 7      | 4     | 27 |
| 2  | Ireen Wüst           | 15   | 15     | 1     | 31 |
| 3  | Anni Friesinger      | 12   | 9      | 1     | 22 |
| 4  | Gunda Niemann        | 11   | 3      | 0     | 14 |
| 5  | Irene Schouten       | 8    | 2      | 5     | 15 |
| 6  | Christine Nesbitt    | 7    | 2      | 3     | 12 |
| 7  | Antoinette de Jong   | 6    | 5      | 2     | 13 |
| 8  | Miho Takagi          | 6    | 4      | 6     | 16 |
| 9  | Jutta Leerdam        | 6    | 2      | 3     | 11 |
| 10 | Claudia Pechstein    | 5    | 13     | 12    | 30 |
| 11 | Ivanie Blondin       | 5    | 9      | 3     | 17 |
| 14 | Femke Kok            | 5    | 2      | 0     | 7  |
| 15 | Joy Beune            | 5    | 1      | 1     | 7  |
| 16 | Marijke Groenewoud   | 5    | 0      | 1     | 6  |
| 17 | Brittany Bowe        | 4    | 4      | 5     | 13 |
| 18 | Monique Garbrecht    | 4    | 2      | 0     | 6  |
| 18 | Jenny Wolf           | 4    | 0      | 0     | 4  |
| 19 | Cindy Klassen        | 3    | 4      | 4     | 11 |
| 20 | Kristina Groves      | 3    | 3      | 7     | 13 |
| 21 | Heather Richardson   | 3    | 3      | 3     | 9  |
| 22 | Nana Takagi          | 3    | 3      | 0     | 6  |
| 23 | Lee Sang-hwa         | 3    | 2      | 2     | 7  |
| 24 | Marrit Leenstra      | 3    | 2      | 0     | 5  |
| 25 | Catriona Le May-Doan | 3    | 1      | 3     | 7  |

|        | Land                  | Goud | Zilver | Brons | T   |
| ------ | --------------------- | ---- | ------ | ----- | --- |
| 1      | Nederland             | 48   | 41     | 38    | 127 |
| 2      | Duitsland             | 36   | 32     | 18    | 86  |
| 3      | Canada                | 19   | 21     | 21    | 61  |
| 4      | Tsjechië              | 16   | 7      | 5     | 28  |
| 5      | Japan                 | 8    | 11     | 17    | 36  |
| 6      | Verenigde Staten      | 8    | 10     | 13    | 31  |
| 7      | Zuid-Korea            | 4    | 5      | 4     | 13  |
| 8      | China                 | 3    | 10     | 6     | 19  |
| 9      | Rusland               | 3    | 7      | 13    | 23  |
| 10     | Noorwegen             | 2    | 3      | 1     | 5   |
| 11     | Oostenrijk            | 2    | 2      | 2     | 6   |
| 12     | Russische Schaatsbond | 1    | 1      | 4     | 6   |
| 13     | Italië                | 1    | 0      | 2     | 3   |
| 14     | Polen                 | 0    | 2      | 4     | 6   |
| 13     | Wit-Rusland           | 0    | 1      | 1     | 2   |
| 13     | Kazachstan            | 0    | 0      | 1     | 1   |
| Totaal | Totaal                | 151  | 153    | 150   | 454 |

## Beste individuele prestatie per land
(Bijgewerkt tot en met de WK afstanden van 2025)
| Plaats | Beste klassering | Land                | Schaatsster                                                          | Jaren |
| ------ | ---------------- | ------------------- | -------------------------------------------------------------------- | --- |
| 1      | (16x)            | Tsjechië            | Martina Sáblíková                                                    | 2007 (2x), 2008, 2009, 2011, 2012 (2x), 2013, 2015 (2x), 2016 (2x), 2017, 2019 (2x), 2020                      |
| 2      | (11x)            | Duitsland           | Anni Friesinger Gunda Niemann                                        | 1998, 2001, 2003 (3x), 2004 (2x), 2005, 2008 (2x), 2009 1996, 1997 (3x), 1998 (2x), 1999 (2x), 2000, 2001 (2x) |
| 3      | (9x)             | Nederland           | Ireen Wüst                                                           | 2007 (2x), 2011 (2x), 2013 (2x), 2017, 2019, 2020                                                              |
| 4      | (4x)             | Canada              | Christine Nesbitt                                                    | 2009, 2011, 2012 (2x)                                                                                          |
| 4      | (4x)             | Verenigde Staten    | Brittany Bowe                                                        | 2015 (2x), 2019, 2021                                                                                          |
| 6      | (3x)             | Zuid-Korea          | Lee Sang-hwa                                                         | 2012, 2013, 2016                                                                                               |
| 6      | (3x)             | Japan               | Miho Takagi                                                          | 2024 (2x), 2025                                                                                                |
| 8      | (2x)             | China               | Wang Manli                                                           | 2004, 2005 |
| 8      | (2x)             | Noorwegen           | Ragne Wiklund                                                        | 2021, 2023 |
| 10     | Goud             | Oostenrijk          | Vanessa Herzog Emese Hunyady                                         | 2019 1999 |
| 10     | Goud             | Italië              | Francesca Lollobrigida                                               | 2025 |
| 10     | Goud             | Rusland             | Olga Fatkoelina Natalja Voronina Svetlana Zjoerova Angelina Golikova | 2013 2020 1996 2021                                                                                            |
| 13     | Zilver           | Wit-Rusland         | Anzjelika Kotjoega                                                   | 2004 |
| 14     | Brons            | Kazachstan          | Ljoedmila Prokasjeva                                                 | 1996 |
| 15     | 5                | België              | Jelena Peeters                                                       | 2016 |
| 15     | 5                | Polen               | Katarzyna Wójcicka                                                   | 2009 |
| 17     | 6                | Denemarken          | Elena Møller-Rigas                                                   | 2019 |
| 17     | 6                | Zwitserland         | Kaitlyn McGregor                                                     | 2025 |
| 19     | 7                | Roemenië            | Mihaela Dascălu                                                      | 1997 |
| 20     | 8                | Verenigd Koninkrijk | Ellia Smeding                                                        | 2023 |
| 21     | 10               | Estland             | Saskia Alusalu                                                       | 2015 |
| 22     | 17               | Chinees Taipei      | Huang Yu-ting                                                        | 2020 |
| 22     | 17               | Zweden              | Paulina Wallin                                                       | 2007 |
| 24     | 18 (2x)          | Hongarije           | Krisztina Egyed                                                      | 1999, 2000 |
| 25     | 23               | Frankrijk           | Violette Braun                                                       | 2025 |
| 26     | 24               | Finland             | Elina Risku                                                          | 2016 |

Alpineskiën ·
Biatlon ·
Bobsleeën ·
Curling (mannen/vrouwen/gemengd/gemengddubbel) ·
Freestyleskiën ·
IJshockey ·
Kunstschaatsen ·
Langlaufen ·
Noordse combinatie ·
Rodelen ·
Schaatsen (allround mannen/allround vrouwen/sprint mannen/sprint vrouwen/afstanden mannen/afstanden vrouwen) ·
Schansspringen ·
Shorttrack ·
Skeleton ·
Snowboarden